# Ocala
Ocala è una città degli Stati Uniti, capoluogo della contea di Marion (Florida). Nel 2007, la popolazione stimata dall'U.S. Census Bureau è salita a 53.491 abitanti. Ocala è una città e il capoluogo della contea di Marion County nella regione settentrionale della Florida, Stati Uniti. A partire dal censimento del 2019, la sua popolazione, stimata dallo United States Census Bureau, era di 60.786, rendendola la 49ª città più popolata della Florida.
Sede di oltre 400 allevamenti di purosangue e centri di addestramento, Ocala è stata ufficialmente nominata "Capitale dei cavalli del mondoTM[7]" nel 2007. Le attrazioni degne di nota nella capitale mondiale dei cavalli includono The World Equestrian Center, Ocala Breeders Sales, Live Oak International , La foresta nazionale di Ocala, il parco statale di Silver Springs, il parco statale di Rainbow Springs e il College of Central Florida.

## Storia
Ocala si trova vicino a quello che si pensa sia stato il sito di Ocale o Ocali, un importante villaggio e capo di Timucua registrato nel XVI secolo. La città moderna prende il nome dal villaggio storico, il cui nome si crede significhi "Grande amaca" in lingua timucua. La spedizione dello spagnolo Hernando de Soto registrò Ocale nel 1539 durante la sua esplorazione attraverso quelli che oggi sono gli Stati Uniti sudorientali. Ocale non è menzionato nei conti spagnoli successivi; sembra essere stato abbandonato a seguito dell'attacco di de Soto.
Tra la fine del diciottesimo e l'inizio del diciannovesimo secolo, i Creek e altri nativi americani e afroamericani liberi e fuggitivi cercarono rifugio in Florida. Si formò il popolo Seminole. Dopo che il dominio coloniale straniero si spostò tra Spagna e Gran Bretagna e viceversa, nel 1821 gli Stati Uniti acquisirono il territorio della Florida. Dopo la guerra a nord, nel 1827 l'esercito americano costruì Fort King vicino all'attuale sito di Ocala come cuscinetto tra i Seminole, che avevano occupato a lungo l'area, e i coloni bianchi che si trasferivano nella regione. Il forte era una base importante durante la seconda guerra di Seminole e in seguito servì nel 1844 come primo palazzo di giustizia per la contea di Marion.
La moderna città di Ocala, fondata nel 1849, si è sviluppata intorno al sito del forte. La Grande Ocala è conosciuta come il "Regno del Sole". Le piantagioni e altri sviluppi agricoli dipendenti dal lavoro degli schiavi erano prevalenti nella regione. Ocala fu un importante centro di produzione di agrumi fino al Grande Congelamento del 1894-1895.
Il servizio ferroviario raggiunse Ocala nel giugno 1881, incoraggiando lo sviluppo economico con un maggiore accesso ai mercati dei prodotti. Due anni dopo, gran parte dell'area del centro di Ocala fu distrutta da un incendio il Giorno del Ringraziamento del 1883. La città incoraggiò la ricostruzione con mattoni, granito e acciaio piuttosto che con il legname. Nel 1888, Ocala era conosciuta in tutto lo stato come "The Brick City".
Nel dicembre 1890, l'Alleanza dei contadini e l'Unione industriale, un precursore del Partito populista, tenne il suo congresso nazionale a Ocala. Alla convention, l'Alleanza adottò una piattaforma che sarebbe diventata nota come "Ocala Demands". Questa piattaforma includeva l'abolizione delle banche nazionali, la promozione di prestiti governativi a basso interesse, la coniazione gratuita e illimitata di argento, la bonifica delle terre ferroviarie in eccesso da parte del governo, un'imposta sul reddito graduale e l'elezione diretta dei senatori degli Stati Uniti. La maggior parte delle "richieste di Ocala" dovevano diventare parte della piattaforma del Partito Populista.

### Istituzione della fine del XX secolo come capitale mondiale dei cavalli
Il primo allevamento di cavalli purosangue in Florida è stato sviluppato nella contea di Marion nel 1943 da Carl G. Rose. Furono sviluppate altre fattorie, facendo di Ocala il centro di un'area di allevamento di cavalli. I cavalli locali hanno vinto gare individuali della serie Triple Crown; nel 1978, affermata, che è stata allevata e addestrata nella contea di Marion, ha vinto tutte e tre le gare, aumentando l'interesse per l'industria lì.
Ocala è una delle sole cinque città (quattro negli Stati Uniti e una in Francia) autorizzate dalle linee guida della Camera di Commercio a utilizzare il titolo di "Capitale mondiale dei cavalli", in base alle entrate annuali prodotte dall'industria dei cavalli. 44.000 posti di lavoro sono sostenuti dall'allevamento, dalla formazione e dal relativo supporto dell'industria equina, che genera oltre $ 2,2 miliardi di entrate annuali. Postime Farms e Ocala ospitano uno dei più grandi spettacoli equestri del paese: HITS o "Horses in the Sun", un evento di Dressage/Jumper della durata di circa due mesi. Ogni anno genera dai 6 ai 7 milioni di dollari per l'economia locale della contea di Marion. Lo spettacolo presenta lezioni per oltre 100 razze diverse, tra cui Tennessee Walker, Paso Fino, Morgan Horse, Saddlebred, Draft Horse e American Quarter Horse. Altri eventi equini nella zona includono il tiro a cavallo dei Florida Outlaws, oltre a corse di resistenza, corse di botte, eventi di cowboy estremi, spettacoli di jumper, spettacoli di trucchi, sfilate, pull, eventi di rodeo e altro ancora.

### Crescita
Negli ultimi decenni del ventesimo secolo, l'area metropolitana di Ocala ha avuto uno dei tassi di crescita più alti del paese per una città delle sue dimensioni. La popolazione di Marion County nel 2000 era più di 250.000, rispetto a meno di 100.000 nel 1975.

### Storia dei distretti di Ocala
Molte case storiche sono conservate nel grande quartiere residenziale di Ocala, designato nel 1984. East Fort King Street presenta molti eccellenti esempi di architettura vittoriana. Le strutture di Ocala elencate nel Registro nazionale dei luoghi storici includono il Coca-Cola Building, la E. C. Smith House, la East Hall, il Marion Hotel, il Mount Zion A.M.E. Church, il Ritz Historic Inn e la Union Train Station.
Il sito originale di Fort King è stato designato come monumento storico nazionale nel 2004.

## Geografia fisica

### Territorio
Ocala si trova a 29°11′16″N 82°07′50″W.
Secondo lo United States Census Bureau, la città ha un'area totale di 47,31 miglia quadrate (122,5 km2), tutta terra. Le fattorie circostanti sono famose per i loro cavalli purosangue, in un terreno simile al Kentucky bluegrass. Ocala è anche conosciuta per la vicina Silver Springs, in Florida, sede di una delle più grandi formazioni artesiane del mondo e per il parco a tema naturale di Silver Springs, una delle prime attrazioni turistiche della Florida.
Il fiume Ocklawaha, lungo 110 miglia (180 km), scorre a nord dalla Florida centrale fino a confluire nel fiume St. Johns vicino a Palatka, in Florida.
La contea di Marion ospita anche la foresta nazionale di Ocala che è stata fondata nel 1908 ed è ora la seconda foresta nazionale più grande dello stato. Il Florida Trail, noto anche come Florida National Scenic Trail, attraversa la foresta nazionale di Ocala. Silver Springs State Park è stato formato come Silver River State Park nel 1987, su un terreno che lo stato ha acquistato intorno all'attrazione di Silver Springs per risparmiarlo dallo sviluppo. Lo stato ha rilevato la stessa Silver Springs nel 1993 e l'ha incorporata nel parco nel 2013.

### Clima
Ocala ha due stagioni distinte: la stagione secca (ottobre-maggio) e la stagione delle piogge (giugno-settembre). Durante la stagione secca, c'è un sole quasi ininterrotto con pochissime precipitazioni. A gennaio, le basse temperature mattutine sono spesso negli anni '30 e '40, ma il tempo soleggiato senza nuvole in genere riscalda l'aria secca fino a quasi 70 nel pomeriggio. Durante la stagione delle piogge, i temporali pomeridiani sono all'ordine del giorno. Queste tempeste sono spesso forti (ufficiosamente, Ocala è nota per avere più fulmini nuvola-terra per miglio quadrato rispetto a qualsiasi altra città del mondo). Le tipiche basse temperature mattutine durante la stagione delle piogge sono negli anni '70 e le tipiche alte temperature diurne sono negli anni '90. Poiché la città è relativamente lontana dall'influenza moderatrice dell'Oceano Atlantico e del Golfo del Messico, le alte temperature estive di Ocala sono spesso le più alte dello stato, mentre le temperature notturne invernali sono spesso le più basse rispetto ad altre città della penisola.

## Governo
Ocala è governata da un consiglio di amministrazione di cinque membri e da un sindaco, tutti eletti su base apartitica. Ha una forma di governo del consiglio direttivo, che fa affidamento su un manager assunto dalla città. Il sindaco stabilisce la politica ma ha pochi poteri oltre al veto sulla legislazione approvata dal consiglio e ad alcuni compiti che coinvolgono il dipartimento di polizia. L'attuale sindaco è Kent Guinn. Il manager della città gestisce la maggior parte delle questioni amministrative e finanziarie.
A partire dal 2020, i repubblicani sono più numerosi dei democratici nella contea di Marion, da 112.000 a 80.000. Nelle elezioni presidenziali del 2008, John McCain ha portato sia la città che la contea, quest'ultima con una frana, anche se la Florida nel suo insieme ha votato per il democratico Barack Obama con un margine ristretto.

## Società

### Evoluzione demografica
Dal 2010 al 2014 censimento, Ocala era 63,3% non ispanici bianchi, 20,4% afroamericani, 11,7% ispanici o latini, 2,6% asiatici, 2% tutti gli altri. Secondo il censimento del 2000, c'erano 45.943 persone, 18.646 famiglie e 11.280 famiglie residenti in città. La densità di popolazione era di 1.189,2 per miglio quadrato (459,2/km2). C'erano 20.501 unità abitative con una densità media di 530,7 per miglio quadrato (204,9 / km2). La composizione razziale della città era 72,9% bianchi, 22,1% afroamericani, 0,4% nativi americani, 1,2% asiatici, <0,1% isolani del Pacifico, 1,8% da altre razze e 1,6% da due o più razze. Ispanici o latini di qualsiasi razza erano il 5,7% della popolazione.
C'erano 18.646 famiglie. Il 40,9% erano coppie sposate che vivevano insieme, il 15,9% aveva una capofamiglia senza marito presente e il 39,5% non erano famiglie. Il 33,0% di tutte le famiglie era composto da individui e il 15,0% aveva qualcuno che viveva da solo di 65 anni o più. La dimensione media della famiglia era 2,29 e la dimensione media della famiglia era 2,91.
In città la popolazione era diffusa, con il 23,2% di età inferiore ai 18 anni, il 9,3% dai 18 ai 24 anni, il 26,2% dai 25 ai 44, il 20,9% dai 45 ai 64 anni e il 20,4% dai 65 anni in su . L'età media era di 39 anni. Per ogni 100 femmine, c'erano 89,7 maschi. Per ogni 100 femmine dai 18 anni in su, c'erano 85,5 maschi.

## Economia
Il reddito medio per una famiglia in città era di $ 30.888 e il reddito medio per una famiglia era di $ 38.190. I maschi avevano un reddito medio di $ 29.739 contro $ 24.367 per le femmine. Il reddito pro capite per la città era di $ 18.021. Circa il 13,2% delle famiglie e il 18,1% della popolazione erano al di sotto della soglia di povertà, inclusi il 28,6% di quelli di età inferiore ai 18 anni e il 9,8% di quelli di età pari o superiore a 65 anni.
Ocala è la sede di Emergency One, un designer e produttore mondiale di veicoli antincendio.

## Educazione
Le scuole pubbliche di Ocala sono gestite dal Marion County School Board. Ci sono 30 scuole elementari, dieci medie e dieci superiori pubbliche nella contea di Marion, che includono le seguenti scuole a Ocala:
Scuole elementari:
- Anthony Elementary School
- College Park
- Dr. N. H. Jones
- Eighth Street
- Evergreen
- Greenway
- Ward-Highlands
- Wyomina Park
- Emerald Shores Elementary School
- Fessenden Elementary School
- Fort McCoy School (K–8)
- Hammett Bowen Jr. Elementary School
- Madison Street Academy of Visual and Performing Arts (Magnet)
- Maplewood Elementary School
- Marion Oaks Elementary School
- Oakcrest Elementary School
- Ocala Springs Elementary School
- Reddick-Collier Elementary School
- Saddlewood Elementary School
- Shady Hill Elementary School
- South Ocala Elementary School
- Sparr Elementary School
- Sunrise Elementary School

Scuola media:
- Fort King
- Howard
- Liberty Middle School
- Horizon Academy at Marion Oaks (5–8)
- Osceola Middle School
- North Marion Middle School

Scuole superiori:
- Forest
- Marion Technical Institute
- Vanguard
- West Port
- Francis Marion Military Academy (now closed)
- North Marion High School
- Lake Weir High School

Scuole Private:
- Ambleside School Of Ocala grades K–8
- Blessed Trinity School grades K–9
- Children's Palace East & Academy grades K–2
- The Cornerstone School grades PK-8
- Crossroads Academy grades 3–12
- Grace Academy Grades K–2
- Grace Christian School grades PK–8
- Meadowbrook Academy grades K–12
- Montessori Preparatory School grades K–5
- New Generation School grades K–12
- Ocala Christian Academy grades PK–12
- Ocean's High School grades PK–12
- Promiseland Academy grades K–7
- First Assembly Christian School grades K–12
- The Reading Clinic grades 2–6
- Redeemer Christian School grades K3–12
- The Rock Academy grades PK–9
- The School of the Kingdom grades 1–12
- Shiloh SDA Church School
- Belleview Christian Academy grades PK–12
- St John Lutheran School grades PK–12
- Trinity Catholic grades 9–12

### College e Università
Ocala è sede del College of Central Florida, membro del Florida College System, accreditato dalla Southern Association of Colleges and Schools Commission on Colleges. CF offre diplomi di laurea in gestione aziendale e organizzativa, educazione della prima infanzia e infermieristica, nonché diplomi e certificati associati. Il college offre programmi di specializzazione in studi equini, agroalimentare e logistica e gestione della catena di approvvigionamento. Ha anche uno dei 21 campus del Rasmussen College, un'istituzione post-secondaria accreditata a livello regionale dalla Commissione per l'apprendimento superiore. La Webster University offre corsi di laurea in economia e consulenza in loco accreditati a livello regionale presso l'Ocala Metropolitan Campus.